# باشگاه ورزشی شیکاگو هاوس
باشگاه ورزشی شیکاگو هاوس (به انگلیسی: Chicago House AC) یک باشگاه حرفه ای فوتبال مردان آمریکایی می‌باشد که متعلق به لیندزی مورگان ساکس است و توسط مدیرعامل پیتر ویلت هدایت می‌شود. این باشگاه در شیکاگو، ایلینوی قرار گرفته‌است. آنان بازی را درماه اوت ۲۰۲۱ با رقابت در اتحادیه ملی فوتبال مستقل (ان یی اس آ)، یک لیگ درجه ۳ حرفه ای شروع کردند. این باشگاه در حال حاضر در لیگ برتر نیمه حرفه ای غرب میانه بازی می‌کند.

## تاریخ
در روز ۱۰ سپتامبر ۲۰۲۰، انجمن ملی فوتبال مستقل (ان یی اس آ) خبر دادکه یک گروه سرمایه‌گذار به سکانداری پیتر ویلت، بنیانگذار لیگ، برای باشگاهی برای بازی در بازار شیکاگو درخواست داده‌است. ویلت در روز هاسی گذشته تلاش کرده بود در سال ۲۰۱۶ یک تیم نوین شیکاگو را با لیگ فوتبال آمریکای شمالی (ان آ اس ال) راه‌اندازی نماید و اخیراً در سال ۲۰۱۸، بعد از جدایی‌اش از ان یی اس آ، با موفقیت تیم فوروارد مدیسون مستقر در مدیسون، ویسکانسین را در لیگ یک یو اس ال راه‌اندازی نمود. از دیگر سرمایه گذاران می‌توان به بروس مریوال-آستین اشاره نمود.
در روز ۵ نوامبر، ان یی اس آ رسماً خبر داد که تیم با هدف آغاز بازی درماه پاییز ۲۰۲۱ قبول شده‌است. در ماه‌های بعد، تیم از طرفداران درخواست تا لیست تیم‌های احتمالی مربوط با تاریخ و فرهنگ شیکاگو را ارسال نمایند. این تیم ۶۸ فینالیست را منتخب نمود و یک گروه نظرسنجی مشاوره از طرفداران با نام «جنون مونیکر» برگزار کرد تا دلدارترین گزینه را تعیین نماید. برنده این نظرسنجی، «شیکاگو هاوس» به عنوان اسم رسمی در روز ۲۳ فوریه ۲۰۲۱ در کنار نشان و رنگ تیم معرفی شد.
در روز ۲۷ ژانویه ۲۰۲۱، این تیم تأیید نمود که بازی‌های خانگی را در استادیوم تویوتا پارک در بریج ویو ، ایلینوی انجام خواهد داد. در روز دوم فوریه، سی جی براون، بازیکن پیشین شیکاگو فایر اف سی و رهبر تمام دوره‌های حضور، به عنوان نخستین مدیر فنی و سرمربی تیم معرفی شد.
در روز ۱ می ۲۰۲۱، تیم خبر داد که لیندزی مورگان ساکس رئیس جدید تیم اصلی خواهد شد و کنترل باشگاه را از بروس مریوال-آستین به دست خواهد گرفت.
در روز ۹ ژوئیه ۲۰۲۱، این تیم نخستین بازی رسمی خود را در تاریخ باشگاه انجام داد و با شکست ۲–۰ به تیم آماتور اف سی تورنت میلواکی در جام مستقل ان یی اس آ ۲۰۲۱.
دو هفته بعد، مجلس یونیون دوبوک را با نتیجه ۵–۰ ناکام کرد تا با نخستین پیروزی در تاریخ باشگاه، رقابت‌های جام استقلال را به انتها برساند.
این باشگاه در فصل افتتاحیه خود در رده ۶ ایستاد و رکورد ۷-۲-۹ را ثبت نمود. وویچ وویچیک با زدن ۸ گل بهترین گلزن این تیم بود.
در طول فصل خارج از فصل، به دلیل اختلاف میان لارنس ژیرارد، شوهر مالک لیندسی-مورگان ساکس، و جان پروچ، کمیسر ان یی اس آ، باشگاه در میان ان یی اس آ بدنام شد. به این ترتیب، سی اچ آ سی به همراه نیو آمستردام اف سی متعلق به ژیرارد از لیگ حذف شدند و از جام آزاد ایالات متحده در سال ۲۰۲۲ حذف گردیدند.
در ماه مارس ۲۰۲۲، از راه رسانه‌های اجتماعی خبر داد که این باشگاه برای فصل آینده به لیگ برتر غرب میانه اضافه خواهد شد. مدیر عامل ویلت همچنین تمایل خود را برای بازگشت به ان یی اس آ در سال ۲۰۲۳ ابراز کرد.
هاوس برنامه نخستین لیگ برتر غرب میانه را از راه رسانه‌های اجتماعی اعلام کرد و همچنین خبر داد که مسابقه‌های خانگی خود را در استوارت فیلد، در فضای دانشگاه فناوری ایلینویز برگزار خواهد کرد.

## نام و بوم و تاج

### نام
مسابقه ای برای نام تیم به اسم «جنون مونیکر» برای تیم شیکاگو نیسا در آن هنگام برگزار گردید. از ۴۰۰ اسم ممکن، از مردم خواسته شد تا به ۶۸ اسم رای دهند. با برنده شدن اسم منتخب تیم جدید.
نام شیکاگو هاوس آ سی توسط هواداران برایان کاستین ارسال گردیده شد. کاستین این گونه گفت: «موسیقی شیکاگو هاوس همیشه در مورد صلح، عشق و پذیرش بوده‌است و بر فرهنگ موسیقی در سراسر جهان مؤثر بوده‌است. آنان بیشتر به عنوان سی اچ آ سی در جدول امتیازها و به اسم یک اسم مستعار نامیده می‌شوند.

### رنگ‌ها
رنگ‌ها سبز پتینه، مشکی دماغه‌ای، زنگ عمیق و خاکستری آلفا هستند. با سفید کامل و سیاه کامل به نام جایگزین. به اندازه کافی عجیب تعویض سیاه و سفید تبدیل به یک سنت ان یی اس آ در بین باشگاه‌های نوین تر شده‌است چون بسیاری از آنان هنگام شروع بازی از این رنگ‌ها استفاده می‌کنند.

### تاج
تاج با ۴ ویژگی اصلی طراحی تشکیل شد.
1. از نمادهای مدنی و هندسه استفاده می‌کند.
2. خط آسمان، اکولایزر موسیقی و بند انگشت‌ها یک مشت بسته.
3. ورق زدن شکل سپر سنتی.
4. پاشیدگی شهری رودخانه شیکاگو که در زیر سقف به نوعی که در کل شهر می‌باشد نمایش داده می‌شود.